# Kabinett Görtz-Wrisberg
Das Kabinett Görtz-Wrisberg bildete vom 1. Oktober 1883 bis März 1889 die von Herzog Wilhelm und dem nachfolgenden Regenten Albrecht von Preußen eingesetzte Landesregierung des Herzogtums Braunschweig.
Das Kabinett wurde neu gebildet, da der bisherige Vorsitzende Wilhelm Schulz aus Altersgründen ausgeschieden war. Finanzminister Hermann von Görtz-Wrisberg übernahm dessen Nachfolge. Das Kabinett hatte schon kurz nach Amtsantritt die schwere politische Krise zu bewältigen, die durch das Ableben des kinderlosen Herzogs Wilhelm entstanden war. Erbberechtigt war der frühere Thronfolger der hannoverschen Linie der Welfen Ernst August von Cumberland, die seit der Annexion des Königreichs Hannover durch Preußen 1866 mit Preußen verfeindet war. Sein Regierungsantritt war vollkommen ausgeschlossen und wurde von Otto von Bismarck verhindert. Die Frage der Thronfolge gefährdete den Bestand des Herzogtums, da auch eine Angliederung an Preußen im Raum stand. Seine umsichtige Politik als Vorsitzender des Regentschaftsrats, mit der er Albrecht von Preußen, einen Neffen Kaiser Wilhelms I. gegen welfische Parteigänger als Regenten durchsetzte, garantierten den Fortbestand des braunschweigischen Staates. Die Regierung endete durch den Tod Görtz-Wrisbergs am 22. Februar 1889. Innenminister Albert von Otto wurde sein Nachfolger.
| Amt                                                                     | Name                          |
| Vorsitzender des Staatsministeriums Auswärtige Angelegenheiten Finanzen | Hermann von Görtz-Wrisberg    |
| Inneres                                                                 | Albert von Otto               |
| Justiz-, Kirchen- und Schulangelegenheiten                              | Heinrich Friedrich Adolf Wirk |